# Welf IV
Welf IV of Welf I van Beieren (?, ca. 1030/40 - Paphos (Cyprus), 9 november 1101) was in zijn tijd een van de machtigste edelen van het Heilige Roomse Rijk. Hij speelde een vooraanstaande rol in de burgeroorlogen die ontstonden door de Investituurstrijd waarbij hij wisselend positie voor of tegen keizer Hendrik IV koos.
Welf was de enige zoon uit het huwelijk van markgraaf Albert Azzo II van Este, uit het huis der Otbertijners, en Kunigonde van Altdorf. Zijn oom Welf III had het familiebezit in Zwaben en Beieren bij testament nagelaten aan het familieklooster van Altdorf. Diens moeder Irmentrude verhinderde de uitvoering van het testament en riep haar kleinzoon Welf IV uit Italië om het Duitse familiebezit te beheren. Welf trouwde met Ethelinde, dochter van Otto II van Northeim, de hertog van Beieren. Toen Otto in conflict kwam met keizer Hendrik IV en zijn hertogstitel verloor, verstootte Welf zijn vrouw. Hendrik IV benoemde Welf toen (1070) tot hertog van Beieren.
Welf steunde echter de beweging voor kerkhervorming. Hij stichtte een klooster in Rottenbuch en steunde bisschop Wigolt van Augsburg. In 1074 was de spanning met de keizer daardoor zo hoog opgelopen, dat deze Welf zijn titel als hertog ontnam. Welf was in 1077 drijvende kracht achter de verkiezing van tegenkoning Rudolf van Rheinfelden. Hendrik IV verklaarde Welf daarop vogelvrij en Welf vluchtte naar Hongarije. In 1078 probeerde Welf zich met zijn leger aan te sluiten bij Rudolf en Otto van Northeim, die ook de kant van de opstand had gekozen. Welf werd onderweg opgewacht door een boerenleger van 12.000 man. Hij wist dat leger eenvoudig te verslaan maar was daardoor zoveel vertraagd dat hij te laat was om deel te nemen aan de Slag bij Mellrichstadt. Hierdoor had Hendrik IV weten te voorkomen dat zijn tegenstanders zich zouden verenigen.
Na de dood van Rudolf in 1080 steunde Welf Herman van Salm die in 1081 tot tegenkoning werd gekozen. Kort daarna versloegen Welf en Herman, hertog Frederik I van Zwaben. In 1084 veroverde en plunderde Welf de stad Augsburg maar hij moest de stad opgeven toen Hendrik IV terugkeerde uit Italië. Twee jaar later belegerden Welf en Herman van Salm de stad Würzburg. Frederik van Zwaben probeerde de stad te ontzetten maar werd verslagen bij Oberpleichfeld. Welf en Herman konden de stad veroveren maar moesten die enkele weken later weer aan Hendrik IV laten. Welf kon toen ongehinderd naar Augsburg trekken en die stad opnieuw bezetten. Vanaf 1093 hield Welf de Alpenpassen gesloten waardoor Hendrik IV niet naar Duitsland kon terugkeren en noodgedwongen in Italië moest blijven. In 1096 wist Welfs hoogbejaarde vader een verzoening te bemiddelen tussen zijn zoon en de keizer. Welf werd opnieuw benoemd tot hertog van Beieren.
Na het overlijden van zijn vader (1097) streed Welf met zijn halfbroer Fulco over hun Italiaanse erfgebieden, die hij uiteindelijk aan hem moest overlaten. Welf nam deel aan de Kruisvaart van 1101 en vocht mee in de verloren slag bij Heraclea. Welf vervolgde zijn reis naar Jeruzalem en stierf op de terugweg in Cyprus. Welf werd begraven in de abdij Weingarten.
Welf huwde met:
1. Ethelinde, dochter van de Beierse hertog Otto II van Northeim, verstoten in 1070. Zij hertrouwde met Herman I van Kalvelange
2. Judith van Vlaanderen (-1094), dochter van Richard III van Normandië en Adela van Mesen, weduwe van Tostig van Nothumberland. Gehuwd 1071.

Welf en Judith kregen de volgende kinderen:
- Welf V (1072-1120)
- Hendrik de Zwarte (1075-1126)
- Kunizza (-1120), die huwde met graaf Frederik Rocho van Diessen.

## Voorouders
| Voorouders van Welf IV (~1030/40-1101) | Voorouders van Welf IV (~1030/40-1101)                                     | Voorouders van Welf IV (~1030/40-1101)                                     | Voorouders van Welf IV (~1030/40-1101)                                     | Voorouders van Welf IV (~1030/40-1101)                                     | Voorouders van Welf IV (~1030/40-1101)                                     | Voorouders van Welf IV (~1030/40-1101)                                     | Voorouders van Welf IV (~1030/40-1101)                                     | Voorouders van Welf IV (~1030/40-1101)                                     |
| -------------------------------------- | -------------------------------------------------------------------------- | -------------------------------------------------------------------------- | -------------------------------------------------------------------------- | -------------------------------------------------------------------------- | -------------------------------------------------------------------------- | -------------------------------------------------------------------------- | -------------------------------------------------------------------------- | -------------------------------------------------------------------------- |
| Overgrootouders                        | Oberto II van Este (947-1014/21) ∞ Railende van Como (~910-)               | Oberto II van Este (947-1014/21) ∞ Railende van Como (~910-)               | ? (–) ∞ ? (-)                                                              | ? (–) ∞ ? (-)                                                              | Rudolf II van Altdorf (927-~992) ∞ Itha van Öhningen (~940-na 1000)        | Rudolf II van Altdorf (927-~992) ∞ Itha van Öhningen (~940-na 1000)        | Frederik van Luxemburg (965–1019) ∞ Irmtrud van de Wetterau (~978-~1020)   | Frederik van Luxemburg (965–1019) ∞ Irmtrud van de Wetterau (~978-~1020)   |
| Grootouders                            | Albert Azzo I van Luni (~980-na 1026) ∞ Adela (-)                          | Albert Azzo I van Luni (~980-na 1026) ∞ Adela (-)                          | Albert Azzo I van Luni (~980-na 1026) ∞ Adela (-)                          | Albert Azzo I van Luni (~980-na 1026) ∞ Adela (-)                          | Welf II van Altdorf (965–1030) ∞ Irmentrude van Luxemburg (~990-1057)      | Welf II van Altdorf (965–1030) ∞ Irmentrude van Luxemburg (~990-1057)      | Welf II van Altdorf (965–1030) ∞ Irmentrude van Luxemburg (~990-1057)      | Welf II van Altdorf (965–1030) ∞ Irmentrude van Luxemburg (~990-1057)      |
| Ouders                                 | Albert Azzo II van Este (997-1096/97) ∞ Cunigonde van Altdorf (~1020-1055) | Albert Azzo II van Este (997-1096/97) ∞ Cunigonde van Altdorf (~1020-1055) | Albert Azzo II van Este (997-1096/97) ∞ Cunigonde van Altdorf (~1020-1055) | Albert Azzo II van Este (997-1096/97) ∞ Cunigonde van Altdorf (~1020-1055) | Albert Azzo II van Este (997-1096/97) ∞ Cunigonde van Altdorf (~1020-1055) | Albert Azzo II van Este (997-1096/97) ∞ Cunigonde van Altdorf (~1020-1055) | Albert Azzo II van Este (997-1096/97) ∞ Cunigonde van Altdorf (~1020-1055) | Albert Azzo II van Este (997-1096/97) ∞ Cunigonde van Altdorf (~1020-1055) |